# Agonocryptus bispotus
Agonocryptus bispotus är en stekelart som beskrevs av Gupta 1982. Agonocryptus bispotus ingår i släktet Agonocryptus och familjen brokparasitsteklar. Inga underarter finns listade i Catalogue of Life.